# Ingvild Storhaug
Ingvild Storhaug é uma cantora norueguesa e integrante do grupo de Lied finlandês, Noche Escandinava.

## Biografia
Nascida em Bergen, Noruega, estudou no Colégio de Música de Tromso desde 1996 até 2000. Terminou seus estudos musicais na Universidade de Música de Karlsruhe, Alemanha, onde teve aulas de canto Lied com Mitsuko Shirai e Hartmut Holl.
Apresentou-se em concertos Lied na Noruega e Alemanha além de fazer parte do projeto de Noche Escandinava I, com que teve a oportunidade de fazer suas primeiras apresentações na América do Sul.